# رادار

أساسيات عمل الرادار: يرسل نبضة طاقة (الخضراء) على الجسم فتنتشر الارتدادات (أزرق) ويعود جزء بسيط منها إلى مصدره.

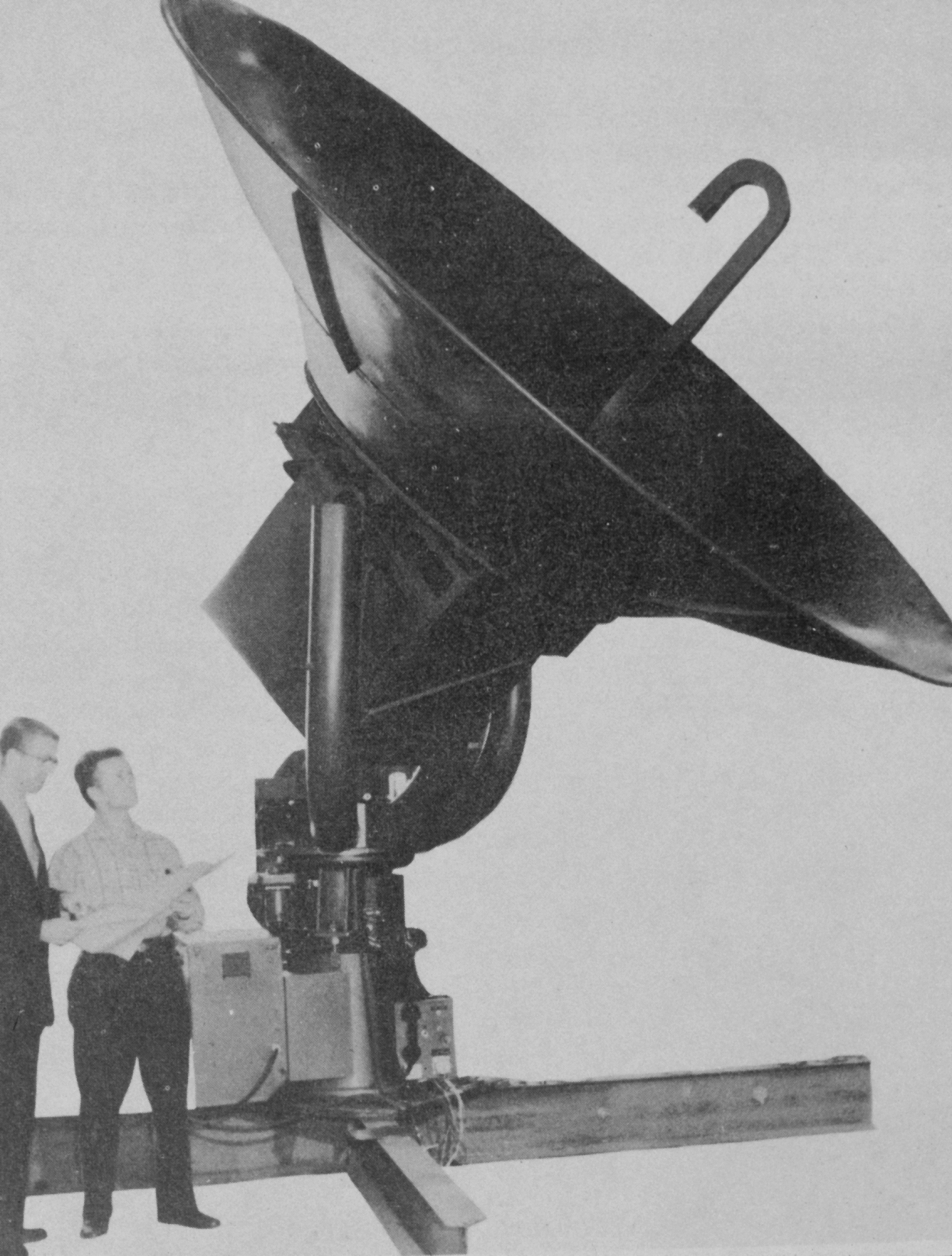
هوائي رادار وضع في ميامي عام 1956.

الرادار أو الرَّدار (بالإنجليزية: Radar) هو نظام يستخدم موجات كهرطيسية للتعرف على بعد وارتفاع واتجاه وسرعة الأجسام الثابتة والمتحركة، كالطائرات والسفن والعربات وحالة الطقس وشكل التضاريس. يبعث جهاز الإرسال موجات لاسلكية تنعكس بواسطة الهدف فيتعرف عليها جهاز الاستقبال. وتكون الموجات المرتدة إلى المستقبل ضعيفة، فيعمل جهاز الاستقبال على تضخيم تلك الموجات مما يسهل على الرادر أن يميز الموجات المرسلة عن طريقه من الموجات الأخرى كالموجات الصوتية وموجات الضوء. يُستخدم الرادر في مجالات عديدة كالأرصاد الجويّة لمعرفة موعد هطول الأمطار والمراقبة الجوية ومن قبل الشرطة لكشف السرعة الزائدة، وأخيراً والأهم استخدامه بالمجال العسكري. سمي الرادار بهذا الاسم اختصارًا للعبارة الانجليزية (RAdio Detection And Ranging)، وتعني «الكشف الراديوي وتحديد المدى».

## التاريخ
أول من استعمل الموجات اللاسلكية للكشف عن وجود أجسام معدنية عن بعد كان العالم الألماني كريستيان هولسماير الذي كشف عن وجود سفينة في الضباب ولكن من غير تحديد المسافة وذلك في عام 1904.
أنشأ نيكولا تيسلا رائد علم الكهرباء الأسس المرتبطة بين الموجات ومستوى الطاقة قبل الحرب العالمية الثانية، وبالتحديد في شهر أغسطس من سنة 1917، فكان هذا الرادار البدائي.
أما الرادار أحادي النبض فقد ظهر في عام 1934 بالولايات المتحدة ثم ألمانيا وفرنسا، وذلك على يد إم يلي جيراردو، الذي اخترع أول رادار فرنسي حسب تصورات تيسلا الأساسية، في حين أن أول ظهور للرادار الكامل كان في بريطانيا، حيث طوّر كأحد وسائل الإنذار المبكرة عن أي هجوم للطائرات المعادية، وذلك في عام 1935. ازدادت نسبة الأبحاث خلال الحرب العالمية الثانية بهدف ابتكار أفضل الكواشف بوصفها تقنيات دفاعية، حتى ظهرت كواشف متحركة بمواصفات أفضل. وخلال السنوات التي تلت الحرب، استخدم الرادار بشكل كبير في المجال المدني، كمراقبة الملاحة الجوية والأرصاد وحتى بالمجال الفلكي بعلم القياسات الفلكية.

## أساسيات عمل الرادار

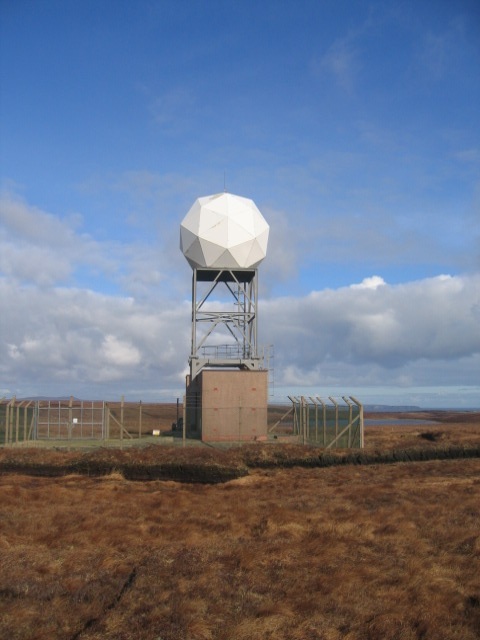
برج رادار لعمليات الرصد الجوي

### الانعكاس

طريقة عمل الزوايا العاكسة.

تنعكس الموجات الكهرومغناطيسية، وأحيانًا تتبدد، عند أي اختلاف كبير في ثوابت العزل الكهربائي أو التعاكس المغناطيسي (الديامغناطيسية)، وهذا يعني أن المواد الصلبة الموجودة بالهواء أو الفراغ أو أي تغيير ملموس بالكثافة الذرية بين الجسم والبيئة المحيطة به سوف يبدد الإشعاع أو الموجات اللاسلكية، وتنطبق هذه الظاهرة على الموصلات الكهربائية كالمعادن والألياف الكربونية والتي تساعد الرادار على الكشف على الطائرات والسفن بسهولة.
تحتوي المواد التي تمتص موجات الرادار على مقاومة ومواد مغناطيسية وتستخدم بالعربات العسكرية لخفض انعكاس الموجات، وكذلك الحال بالنسبة للأصباغ الداكنة.
تتشتت موجات الرادار بعدة أشكال اعتمادا على طول الموجة وشكل الهدف. فإذا كان طول الموجة أقصر من حجم الهدف فإن الموجة سترتد باتجاهات متغايرة كالضوء على المرآة، وإذا كانت الموجة أطول من حجم الهدف فإن الهدف سيكون متقاطب (الشحنات الموجبة والسالبة منفصلة) مثل الإريال ثنائي الأقطاب. استخدمت الكواشف المبكرة موجات ذات أطوال عالية أطول من الهدف مما جعلها تستقبل إشارات مبهمة، لكن الحديثة منها تستخدم أطوال قصيرة جدا بحيث يمكنها التقاط أهداف بحجم رغيف الخبز.
تنعكس الموجات اللاسلكية القصيرة من الزوايا والمنحنيات بطريقة مشابهة للمعان قطعة زجاج مدورة. وللأهداف الأكثر عكسا للموجات القصيرة زوايا يصل قياسها إلى 90 درجة بين الأسطح المنعكسة، الجسم الذي يحتوي على 3 أسطح تلتقي بزاوية واحدة كزاوية علبة، تعكس الموجات الداخلة إليها مباشرة إلى المصدر وتسمى بالزوايا العاكسة وهذه الطريقة تستعمل لتسهيل الكشف الرإداري وتوجد بالقوارب لتسهيل حالات الإنقاذ وتقليل الاصطدامات.
وهناك أنواع من الأجسام المصممة لتجنب الكشف الراداري، وذلك بعمل زوايا أجسامها بطريقة تمنع الكشف، حيت أن حوافها تكون عمودية لاتجاه الكشف مما يقود لاتجاه العكس كما بطائرة الشبح، ومع ذلك فإن التخفي لا يكون كاملا بسبب عامل انحراف الموجات وخاصة للموجات الطويلة.

### معادلة الرادار

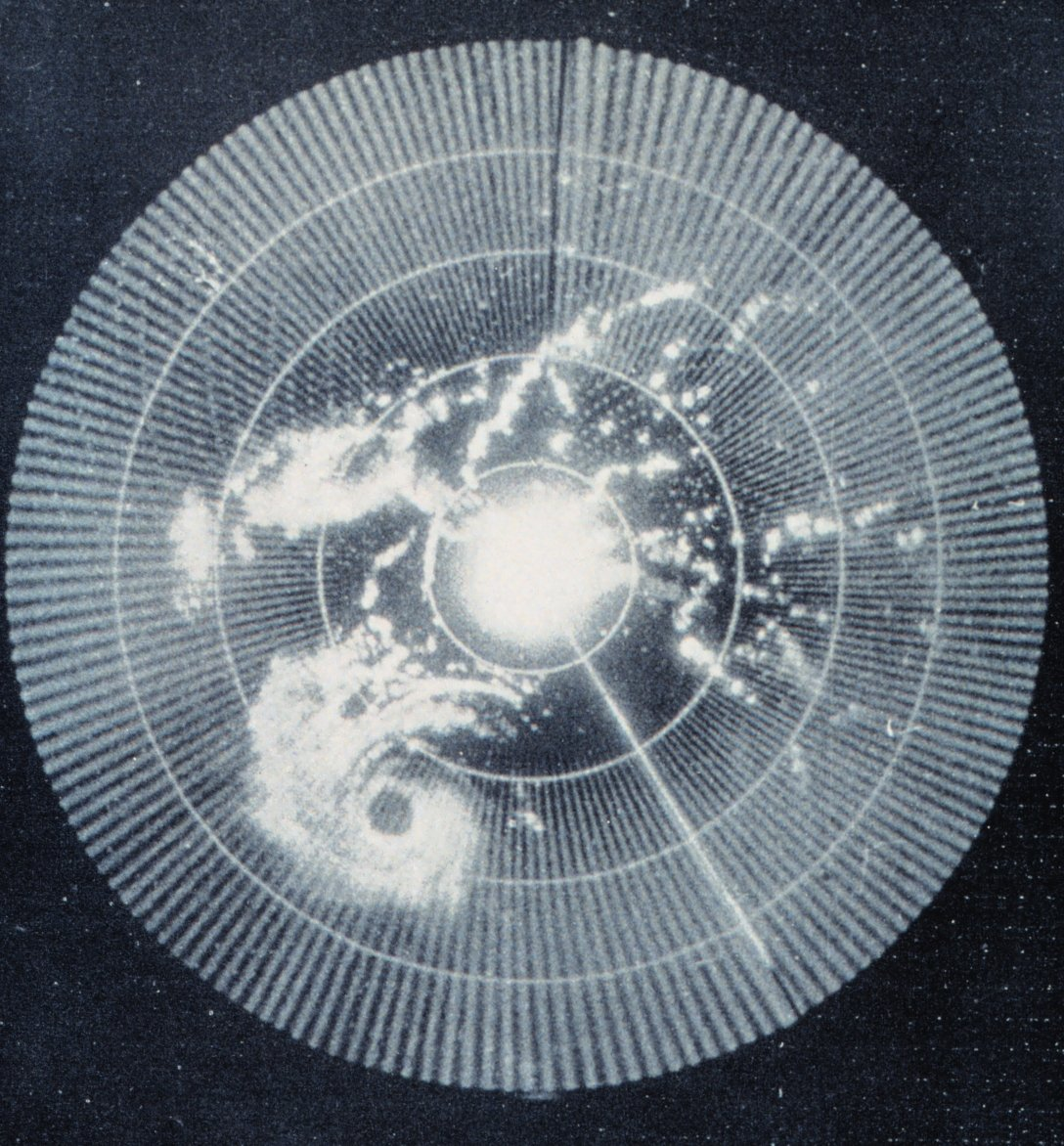
رادار جوّي. لاحظ المناطق الباهتة التي تدل على انعكاس الموجات اللاسلكية.

كمية الطاقة للإشارة المرتدة إلى الرادار المرسل تعطى بالمعادلة التالية:
{\displaystyle P_{r}={{P_{t}G_{t}A_{r}\sigma F^{4}} \over {{(4\pi )}^{2}R_{t}^{2}R_{r}^{2}}}}
في حال كان جهاز الإرسال والاستقبال على نفس الموضع فستكون المسافة المرسلة إلى الهدف هي نفسها.
{\displaystyle P_{r}={{P_{t}G_{t}A_{r}\sigma F^{4}} \over {{(4\pi )}^{2}R^{4}}}}
حيث أن:
- Pt = الطاقة المرسلة
- Gt = زيادة إرسال الهوائي (معامل التضخيم)
- Ar = مساحة سطح هوائي الاستقبال الفعالة
- σ = المقطع العرضي للرادار
- F = عامل الانتشار
- Rt = المسافة أو المدى بين المرسل والهدف
- Rr = المسافة أو المدى بين المستقبل والهدف
- R = المسافة أو المدى بين المرسل أو المستقبل والهدف (في حال كانا في نفس الموضع)

يلاحظ من خلال المعادلة أن كمية طاقة الإشارة المرتدة تضعف إلى مستوى أقل من ربع طاقة المدى مما يعني أن قوة الإشارة المستلمة تكون ضعيفة جدا.
عامل الانتشار=1 في حالة الفراغ مما يفيد بعدم وجود أي تشويش، وهذا العامل ينسب إلى تأثير الانتشار والتضليل وطبيعة البيئة المحيطة وحتى الفقدان خلال الطريق. بعض المعادلات الرياضية التي تطور إشارة الرادار تضيف تصنيف زمن التردد (المويجة) وتستخدم في كشف الأهداف المتحركة.

### الاستقطاب
يتعامد المجال الكهربائي لإشارات الرادار المرسلة مع اتجاه الموجة، واتجاه هذا المجال يكون هو استقطاب الموجة، وبالتالي فإن قطبية الرادار تكون إما أفقية أو عمودية أو على شكل خط مستقيم أو دائرية، حتى يمكنه الكشف على عدة أنواع من الانعكاسات، فمثلا الاستقطاب الأفقي يستخدم لتقليل التشويش الآتي من المطر، والاستقطاب المعاد على خط مستقيم يستخدم للتعريف على الأجسام المعدنية، والاستقطاب العشوائي المعاد يدل على الأسطح الصغيرة والأجسام الصلبة كالصخور والأرض وهذا النوع من الكواشف يستخدم لمراقبة الملاحة الجوية.

### التداخل
يهدف نظام الرادار إلى تخطي بعض الإشارات غير المرغوبة الناشئة من مصادر داخلية أو خارجية، سواء سلبية أو إيجابية، حتى تظهر الأهداف الحقيقية. وتعرف تلك المقدرة على تخطي موجات التشويش بنسبة الإشارة إلى الضجيج، (بالإنجليزية: signal to noise ratio, SNR)، وكلما كانت النسبة سالفة الذكر مرتفعة كلما كانت نقاوة الموجة المستقبلة أفضل.

#### الضوضاء
إشارة الضوضاء هي مصدر داخلي من الاختلافات المتعددة للإشارة، وتشكلت إلى حد ما من قبل القطع الإلكترونية الداخلية. وهي مضافة بشكل عشوائي على الموجة المرتدة بالرادار المستقبل، وكلما ضعفت الإشارة المستقبلة كلما زادت صعوبة تطهيرها من الضجيج، وأفضل مثال على ذلك هو سماع همسات بجانب طريق مزدحم. لذلك من الأهمية تقليل تلك الضوضاء بتقليل عواملها، وتقاس تلك الضوضاء المنتجة داخل الجهاز المستقبل مقارنة مع الجهاز المثالي وكلما قلت الكمية المقروءة كلما كان الاستقبال أفضل.
هناك ضوضاء ذات مصدر خارجي يكون سببها عادة الحرارة الطبيعية المحيطة بالهدف. في أنظمة الرادار الحديثة، تكون أجهزة الاستقبال ذات كفاءة بحيث أن الضوضاء الداخلية تكون بسيطة وأقل حدة من الضوضاء الخارجية. أيضا هناك ما يعرف بالضوضاء المتقطعة، التي تظهر خلال مرور الإلكترونات وتكون ذات علاقة عكسية مع الموجة، بمعنى أنه كلما زادت قوة الموجة كلما قلت تلك الضوضاء بشكل كبير. يستخدم الرادار النبضي النظام التمازجي، بمعنى اقتران ترددين.

#### الموجة المزعجة
يرجع مصدر الموجة المزعجة أو الفوضوية إلى الموجة اللاسلكية الحقيقية، وهي عبارة عن صدى لموجة تعود من الهدف غير ذات فائدة بالنسبة للعامل على الرادار. ومن الأهداف التي تحتوي على الموجة الفوضوية:
- الأجسام طبيعية كالأرض والبحر، والمنتشرة كالمطر والثلج والأعاصير الرملية والجوية والحيوانات وتأثير الغلاف الجوي والنيازك الصغيرة وحتى الأجسام المبتكرة من قبل البشرية كالمباني أو مضادات الكواشف كالشذرات والخدع الرإدارية.

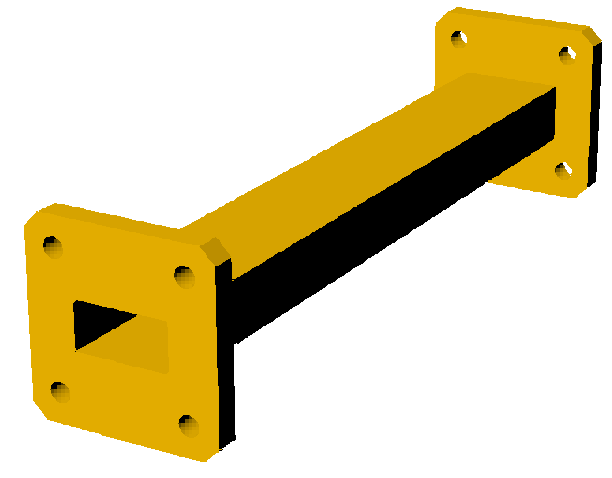
صورة لمرشد الموجة الذي يوضع بين الهوائي والجهاز المرسل المستقبل.

موجات مشوشة تظهر وتختفي.

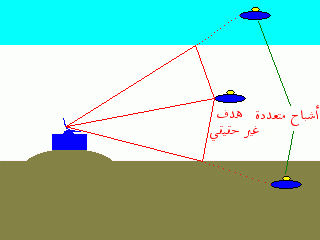
أهداف غير حقيقية: أشباح أو خيال.

- تظهر إحدى أشكال التشويش بسبب طول كبل مرشد الموجة (بالإنجليزية: waveguide) ما بين جهاز المرسل-المستقبل (بالإنجليزية: transceiver) وبين الهوائي، بشاشات الرادار ذات مبين الموقع الإسقاطي (بالإنجليزية: plan position indicator, PPI) عليها ورادارها الدوار، حيث تظهر نقط أشبه بالومضات بمنتصف الشاشة تكون عادة بسبب صدى الغبار الذي يسبب تغيير بالإشارة اللاسلكية. معظم تلك الومضات تكون بسبب انعكاس الموجات المرسلة قبل خروجها من الهوائي، وفي سبيل التقليل من تلك الومضات ينبغي تغيير التوقيت ما بين لحظة الإرسال واللحظة التي يبدأ الاستقبال بالعمل.
- بعض الموجات المزعجة تكون غير معرفة لبعض الكواشف، ومثال ذلك غيوم الأعاصير التي لا يتعرف عليها رادار أسلحة الدفاع الجوي ولكنها معرفة بكواشف الأرصاد الجوية، بتلك الحالة تعتبر هذه الموجة سلبية بسبب عدم الحاجة لها. هناك عدة طرق لكشف وتحييد تلك الموجات التي تعتبر بتلك الحالة مزعجة، وتعتمد تلك الطرق على ظهور الموجة المزعجة ثابتة خلال الكشف الرإداري، لذلك عند مقارنة تسلسل صدى الكشف يلاحظ أن الموجات المرغوبة تتحرك بينما جميع موجات الصدى الثابتة تختفي من على الشاشة.
- موجات البحر الفوضوية تقلل بواسطة الاستقطاب الأفقي والمطر يقلل بواسطة الاستقطاب الدائري. يلاحظ أنه بحالة رادار الأرصاد الجوية تكون تلك الخصائص مطلوبة لذلك يستعمل استقطاب الخط المستقيم لكشف المطر وحالة البحر وغيرهما. هناك طريقة تسمى "ثابت معدل الإنذارات الكاذبة" (بالإنجليزية: Constant False-Alarm Rate)، وهي شكل من أشكال ضبط الزيادة التلقائية (بالإنجليزية: Automatic Gain Control)، وهي تعتمد على كون صدى الموجات الفوضوية الراجعة أكثر بكثير من صدى الأهداف المرغوبة، وبالتالي فإن زيادة الجهاز المستقبل ستعدل تلقائيا للمحافظة على المعد الثابت للموجات الفوضوية المرئية، وقد لا يمكن لهذا الجهاز أن يعمل بكفاءة في حالة استقبال هدف يكون مغلفاً بموجة فوضوية قوية، ولكن له المقدرة على تمييز مصدر الموجات القوية. كان ضبط الزيادة التلقائية يُتَحَكَّمُ به إلكترونيا في السابق، لكن حاليا أصبح مبرمجا ويسيطر على الزيادة مع قابلية أكثر للتعديل للكشف عن خلايا محددة بالرادار.
- قد تنشأ بعض الموجات الفوضوية من صدى ذي مسارات متعددة صادر عن هدف حقيقي وذلك بسبب الانعكاسات الأرضية والغلاف الجوي أو انعكاس الغلاف الأيوني. يعتبر هذا النوع من الموجات الفوضوية مزعجا بالنسبة للبعض بسبب أنها تتحرك وتتصرف كهدف حقيقي، الأمر الذي ينتج عنه ما يسمى بالأشباح أو الخيال.

ومثال هذا: صدى الطائرة إلى الرادار هو انعكاس من عدة اتجاهات من الأرض ومن فوق الهدف يظهر على جهاز الاستقبال كهدف حقيقي تحت الهدف الأصلي. قد يحاول الرادار أن يوحد الأهداف معطيا للهدف ارتفاع غير حقيقي أو قد يمنعها بالمرة وهو الاحتمال الأسوأ، بسبب اختلاف المعطيات للهدف أو لأن التطبيقات تكون غير ممكنة. يمكن التغلب على تلك المشاكل بواسطة دمج الخريطة بالرادار ومنع جميع أنواع الصدى التي تظهر تحت الأرض أو فوق ارتفاع معين.
تستخدم الأنواع الحديثة من الكواشف الأرضية للمطارات الخوارزميات للتعرف على الأهداف المزيفة بواسطة مقارنة النبضات الآتية حديثا مع المجاورة معها، مثل حساب الراجع غير المحتمل مثل حساب الارتفاع والمسافة والتوقيت ما بين الإرسال والاستقبال.

#### التشويش
إن مصدر تشويش الردار هو الموجات اللاسلكية الناشئة من خارج النظام، وهي ترسل على موجة الردار وتخفي الأهداف المرغوبة. قد يكون التشويش متعمدا، كما في حالة الأسلحة المضادة للردارات المستخدمة في الحروب الإلكترونية، وقد يكون غير متعمد كما في حالة موجات الردارات الصديقة التي تعمل على نفس الموجة الرإدارية. ينظر إلى التشويش على أنه قوة تداخل فعالة، لأنها تنشأ من عناصر خارج النظام غير مرتبطة بإشارات الردار.
يعتبر التشويش مشكلة معقدة، ذلك لأن الموجة المشوشة تحتاج أن تتوجه إلى الرادار المعني دون حاجة للرجوع، بينما موجة الرادار تتجه ذهابا وإيابا: الرادار-الهدف-الرادار، فتقل قوتها بشكل ملموس مع عودتها للمستقبِل. تحتاج أجهزة التشويش إلى طاقة أقل من أجهزة الرادار ولكنها تبقى ذات فعالية قوية وقادرة على إخفاء الأهداف، الواقعة ضمن مدى البصر، من المشوش إلى الرادار (فص التشويش الرئيسي، Mainlobe Jamming). للمشوش تأثير مضاف إلى تأثير الرادار على طول مدى البصر خلال استقبال موجة الأخيرة، ويسمى هذا التأثير "فص التشويش الجانبي" (بالإنجليزية: Sidelobe Jamming). يمكن تقليل فص التشويش الرئيسي عن طريق تضييق الزاوية المجسمة له، ولكن لا يمكن إزالتها خاصة عندما تواجه مباشرة المشوِش الذي يستخدم نفس الموجات ونفس الاستقطاب الذي يستخدمه الرادار. يمكن التغلب على الفصوص الجانبية للتشويش بواسطة تصميم هوائي يقلل استقبال الفصوص الجانبية، وأيضا عن طريق استخدام هوائي لجميع الاتجاهات (بالإنجليزية: omnidirectional antenna) لكشف وإهمال إشارات الفصوص الجانبية.
من التقنيات الأخرى المضادة للتشويش: الاستقطاب وقفزات التردد، والأخيرة عبارة عن تغيير التردد بتسلسل عشوائي يعرفه المرسل والمستقبل فقط. يشكل التداخل حاليا مشكلة للنطاق C-band الذي تستخدمه الأرصاد الجوية على موجة 5.4 جيغا هرتز مع تقنية الواي فاي.

## تجهيز إشارة اللاسلكي

### قياس المسافة

#### وقت العبور

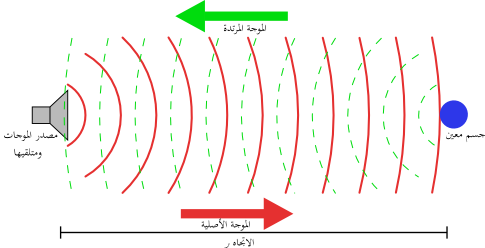
رحلة الموجة ذهابا وإيابا.

هناك طريقة واحدة لقياس بعد الهدف وهي إرسال نبضة قصيرة من موجة لاسلكية (إشعاع كهرومغناطيسي) ثم حساب الوقت حتى عودتها من الهدف، وسرعة الموجة هي سرعة الضوء(186.000 ميل بالثانية) والمسافة تكون نصف الرحلة كلها (ذهابا وإيابا)، ويتطلب حساب هذه المسافات بدقة بعض الأجهزة المتطورة الدقيقة.
إن المستقبِل لا يعمل في لحظة إرسال الموجة والسبب هو جهاز المبدل التناوبي (بالإنجليزية: Duplexer)، وهو يعمل على تناوب الرادار ما بين إرسال واستقبال بمعدل زمني محدد سلفا، ولمعرفة مسافة الهدف يقاس طول الموجة ويضرب بالسرعة ويقسم الحاصل على اثنين. أما الكشف على أهداف أقرب فيتطلب توافر موجات أقصر.
ومن العوامل التي تفرض استعمال المدى الأقصى، عودة النبضة من الهدف بلحظة إرسال نبضة أخرى، الأمر الذي يجعل المستقبِل لا يستطيع التمييز بين النبضات، وبهذه الحالة ينبغي إطالة المدى باستخدام وقت أطول بين النبضات أو ما يسمى توقيت تكرار النبضات (بالإنجليزية: pulse repetition time). المشكلة أن هذين العاملين يميلان لأن يكونا متضادين، إذ ليس سهلا دمج موجتين إحداهما قصيرة المدى والأخرى طويلة برادار واحد، والسبب أن النبضات القصيرة المطلوبة عند الحد الأدنى للبث الجيد ذات طاقة ضعيفة، مما يقلل عدد الموجات العائدة وتكون الأهداف صعبة الكشف، ولتجنب ذلك تتم زيادة النبضات مرة أخرى لتقليل الحد الأعلى للمسافة، لهذا السبب فإن كل رادار يستخدم نوعاً خاصاً من الإشارة. فالكواشف ذات المدى البعيد تستخدم نبضات طويلة ذات توقيت انتشار أطول، والكواشف ذات المدى القصير تستخدم نبضات قصيرة مع توقيت انتشار أقل، لتشكيل عدد من النبضات والتوقيت يسمى تردد النبضات المتكرر (بالإنجليزية: pulse repetition frequency)، وهو أحد الصفات المهمة للرادار. ومنذ أن تطورت أنظمة الكواشف بحيث أصبح بإمكانها تغيير تردد النبضات المتكرر ومن ثم تغيير المدى، أصبحت الكواشف المتطورة أو الحديثة تطلق نبضتين بالضربة الواحدة، إحداهما للمسافات القصيرة، أي لحوالي 6 أميال، والأخرى لحوالي 60 ميل للمسافات الطويلة. يعتمد تحليل المسافة ومميزات الإشارة المستقبلة (مقارنة مع الإزعاج الآتي معها) بقوة على شكل النبضة. تكون النبضة عادة معدلة للحصول على كفاءة أفضل بتقنية تسمى انضغاط النبضات (بالإنجليزية: pulse compression).

#### تعديل التردد
شكل آخر لقياس المسافة بالرادار يستند على تعديل التردد FM، ومقارنة التردد ما بين إشارتين أكثر دقة إلى حد بعيد (حتى بالأنظمة الرإدارية القديمة) من توقيت الموجة، عن طريق تغيير تردد الإشارات الراجعة ومقارنتها مع الأصلية ثم حساب الفرق بينهما. تستخدم هذه التقنية برادار الموجة المتصلة وبالطائرات كذلك الأمر حيث يطلق عليه تسمية مقياس الارتفاع الراديوي. تكون إشارة الرادار الحاملة بتلك الأنظمة معتدلة التردد، أو تتخذ شكل موجة الجيب أو شكل سن المنشار لترددات الصوت، وهذه الإشارة ترسل بهوائي ويستقبلها هوائي آخر (وتلك الهوائيات تكون بالجانب السفلي من الطائرة) وتتم المقارنة بين الإشارات بشكل متواصل. بما أن تردد الإشارة يتغير فالإشارة العائدة تكون مزاحة عن ترددها الأصلي، فمعدل الإزاحة يزداد كلما ازدادت الفترة لعودة الإشارة، أي كلما ازداد الفرق بالتردد كلما كانت المسافة أطول. يعتبر نظام معالجة الموجة هنا مشابها لنظام رادار دوبلر.

### قياس السرعة
السرعة هي فرق المسافة مع الزمن، لذلك فإن النظام الموجود لقياس المسافة يقترن مع سعة الذاكرة لمعرفة مكان وجود الهدف فيسهل عليه قياس السرعة. كانت الذاكرة بالقلم والمسطرة على الشاشة لاستخراج السرعة سابقا، أما الآن فالرادار الحديث يستخلص السرعة بكفاءة أفضل بواسطة الحاسوب. وإذا كانت معطيات المرسل متماسكة أي متطابقة المراحل، فسيكون هناك تأثير آخر لجعل قياسات السرعة فورية دون حاجة للذاكرة، وهو ما يسمي بتأثير دوبلر. تستخدم هذه الأساسيات بالأنظمة الحديثة للرادار وتسمى "رادار دوبلر النبضي". تكون الإشارات العائدة من الهدف منحرفة عن التردد الأصلي خلال تأثير دوبلر مما يمكن حساب سرعة الجسم بالنسبة إلى الرادار. يمكن لتأثير دوبلر أن يحدد السرعة النسبية للهدف خلال مدى البصر الخاص الممتد من الرادار للهدف فقط. فأي عنصر من سرعة المستهدف يكون عمودياً على مدى البصر لا يمكن تحديده بطريقة تأثير دوبلر وحدها، ولكن يمكن تحديده بمتابعة اتجاه السمت للهدف، وهذا النظام الأخير يسمى "رادار الموجة المتصلة".

### تقليل تأثيرات التداخل
يُستخدم معالج الإشارة بالرادار لتقليل آثار التداخل، وذلك بالأنظمة التالية: بيان الأهداف المتحركة ورادار دوبلر ومعالجات كشف الأهداف المتحركة ومعالجة تكيف الزمن الفضائي وثابت معدل الإنذارات الكاذبة ومعالج التضاريس الرقمي الذي يستخدم في بيئات الموجات المزعجة بالإضافة إلى أنه مرتبط بأهداف رادار المراقبة الثانوي.

## هندسة الرادار
يحتوي نظام الرادار على العناصر التالية:
- المرسل: هو الذي يولد الإشارة اللاسلكية مع المذبذب مثل الماغنترون (وهو صمام إلكتروني مغناطيسي) والكليسترون الذي يتحكم بعمل الدورة بواسطة مغير الموجة.
- مرشد الموجة: وهو متصل بالمرسل والمستقبل.
- المبدل التناوبي: وهو يعمل على تناوب الهوائي ما بين إرسال واستقبال.
- المستقبل: يعرف شكل الإشارة المستلمة أو (النبضة)، والمستقبلات المثالية تكون ذات مصفاة ملائمة.
- الجزء الإلكتروني الذي يهيمن على المنظومة والهوائي لأداء المسح الراداري الذي تتطلبه البرمجيات.
- وصلة المستخدم.

### تصميم الهوائي
تنتشر إشارة الموجة اللاسلكية التي تبث من الهوائي بجميع الجهات، كذلك فإن الهوائي الذي يستقبل الإشارات يستقبلها من جميع الجهات، وهذا ما يسبب للكواشف مشكلة تحديد موقع جسم الهدف. كانت الأنظمة القديمة تستخدم هوائي متعدد الاتجاهات للبث مع هوائيات استقبال محددة الاتجاه، ومثال على ذلك نظام "Chain Home"، الذي يستخدم هوائيين متعامدين للاستقبال، كل هوائي بشاشة مختلفة، حيث يستقبل الهوائي المتعامد على جسم الهدف أعلى إشارات الموجات، ويستقبل الهوائي المواجه له الإشارات الدنيا، عندها يستطيع العامل على الرادار أن يعرف مكان الهدف بتحريك الهوائي، فيظهر جسم الهدف المطلوب بوضوح على الشاشة بينما تظهر الأجسام الأخرى بشكل بسيط. أحد أوجه القصور المهمة مع هذا النوع من الحلول هو أن البث سيكون بجميع الاتجاهات، لذلك ستكون نسبة الطاقة المفحوصة من المكان المطلوب قليلة وبالتالي للحصول على كمية معقولة من الطاقة الآتية من الهدف يفضل أن يكون هوائي الإرسال موجّه.

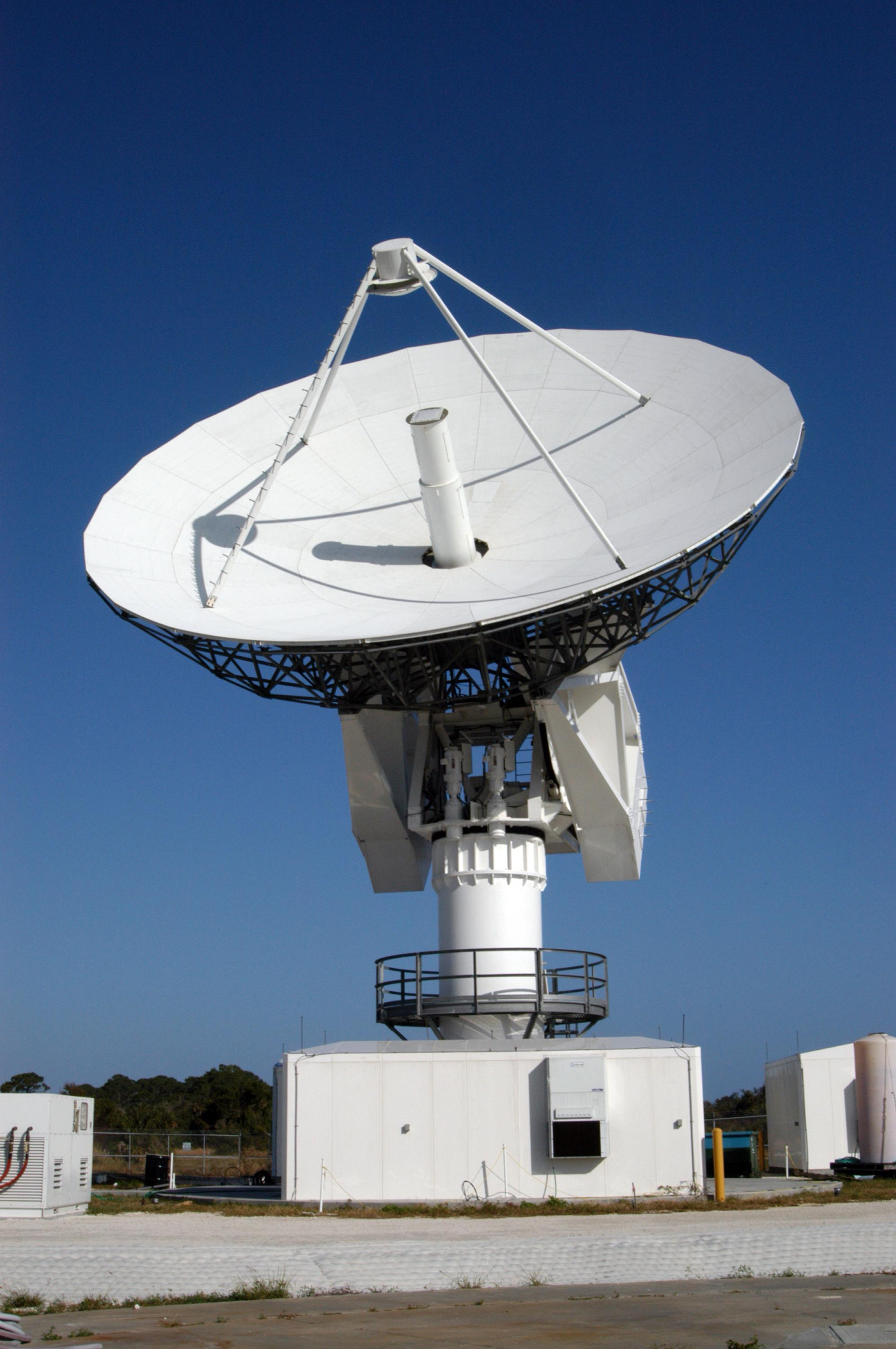
طبق من النوع العاكس مكافئ القطع.

#### عاكس مكافئ المقطع
تستخدم الًأنظمة الحديثة طبقا ذا توجيه مكافئ المقطع لإنتاج حزمة بث قوية وطبقاً مماثلا للمستقبل لها، مثل تلك الأنظمة تدمج ترددين بالهوائي المفرد للحصول على توجيه تلقائي، أو ما يسمى "غلق الرادار".

#### أنواع المسح
- مسح أولي: يقوم الهوائي الرئيسي بإنتاج حزمة المسح، مثال:المسح الدائري والمسح النطاقي.
- مسح ثانوي: تقوم تغذية الهوائي بإنتاج حزمة المسح، مثال: المسح المخروطي والمسح المقطع أحادي الاتجاه.
- مسح متقاطع أو نخيلي: تنتج حزمة المسح من تحريك الهوائي مع عناصر تغذيته، وهذا المسح عبارة عن دمج المسحين الأولي والثانوي.

#### مرشد الموجة المخروم

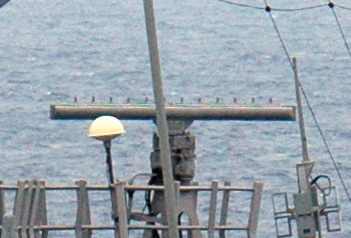
هوائي مرشد الموجة المخروم.

استخدامه مثل استخدام العاكس مكافئ القطع، فهوائي مرشد الموجة المخروم ميكانيكي النقل وملائم لأنظمة مسح الأسطح الغير متابعة (بالإنجليزية: non-tracking surface scan systems) حيث النمط العمودي يبقى ثابتا. يستخدم هذا المرشد بالسفن والمطارات وكواشف مراقبة الموانئ بسبب كلفته القليلة ومقاومته للرياح بشكل أكبر من الهوائي العاكس المكافئ.

#### المنظومة التدريجية
من أشكال الكواشف الأخرى ما يسمى بالمنظومة الرادارية التدريجية، التي تستخدم مجموعة من الهوائيات المتشابهة مماثلة التباعد. وفي هذه المنظومة تكون الإشارة لكل هوائي منفردة، لذلك فإنها تكون قوية بالاتجاه المطلوب وملغية بالاتجاهات الأخرى، فإذا كانت تلك الهوائيات المنفردة على مستوى واحد والإشارة تغذي الهوائيات كل على حدة في كل مرحلة، فإن الإشارة ستكون قوية بالاتجاه العمودي للسطح المستوي. وبتغيير الشكل النسبي للإشارة المغذاة لكل هوائي فإن اتجاه الحزمة سيتحرك لأن اتجاه التداخل البناء سيتحرك، ولأن رادار المنظومة التدريجية لا يتطلب حركة للمسح فالحزمة يمكنها مسح آلاف الدرجات بالثانية الواحدة وبسرعة كافية للإشعاع ولتتبع أهداف كثيرة، وتدير مدى واسع من البحث بكل مرحلة. يمكن تشغيل بعض الهوائيات وإطفائها ببساطة والحزمة يمكنها الانتشار للبحث والتضييق لمتابعة الهدف، أو تنشطر إلى رإدارين حقيقيين أو أكثر حتى، ولكن الشعاع لا يمكن توجيهه بشكل فعال على زوايا صغيرة بأسطح المصفوفات، ولأجل تغطية شاملة فالمصفوفات المتعددة مطلوبة كلها. يقول الخبراء أن التوزيع المثالي للمصفوفات هو على أوجه مثلث هرمي.

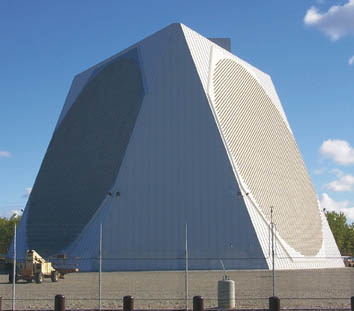
رادار المنظومة التدريجية.

كانت كواشف المنظومة التدريجية تستخدم منذ أن ظهر الرادار للمرة الأولى أيام الحرب العالمية الثانية، ولكن محدودية الأنظمة الإلكترونية أدت إلى خلل بالدقة. وهي حاليا تستخدم بالصواريخ الدفاعية، وهو نظام الدرع الوقائي الموجود بالسفن وأنظمة صواريخ الباتريوت.
بما أن أسعار البرمجيات والإلكترونيات هبطت، فإن ذلك النظام أصبح أكثر شمولية، فجميع أنظمة الرادار العسكرية الحديثة تقريبا تعتمد على المنظومة الرادارية التدريجية، ومع ذلك لا تزال الهوائيات المتحركة التقليدية منتشرة على نطاق واسع والسبب هو رخص السعر، وهي موجودة بمراقبة الملاحة الجوية وكواشف الطائرات المدنية وغيرها.
هذا النظام له قيمة وأهمية بسبب أنه يمكنه تتبع أكثر من هدف. أول طائرة استعملت هذا النظام هي بي-بي1 لانسر. وأول مقاتلة استخدمت تلك المنظومة الرإدارية (SBI-16 زاسلون) هي طائرات ميغ 31، وهي تعتبر إحدى أفضل أنظمة الرادار المحمولة جوا.

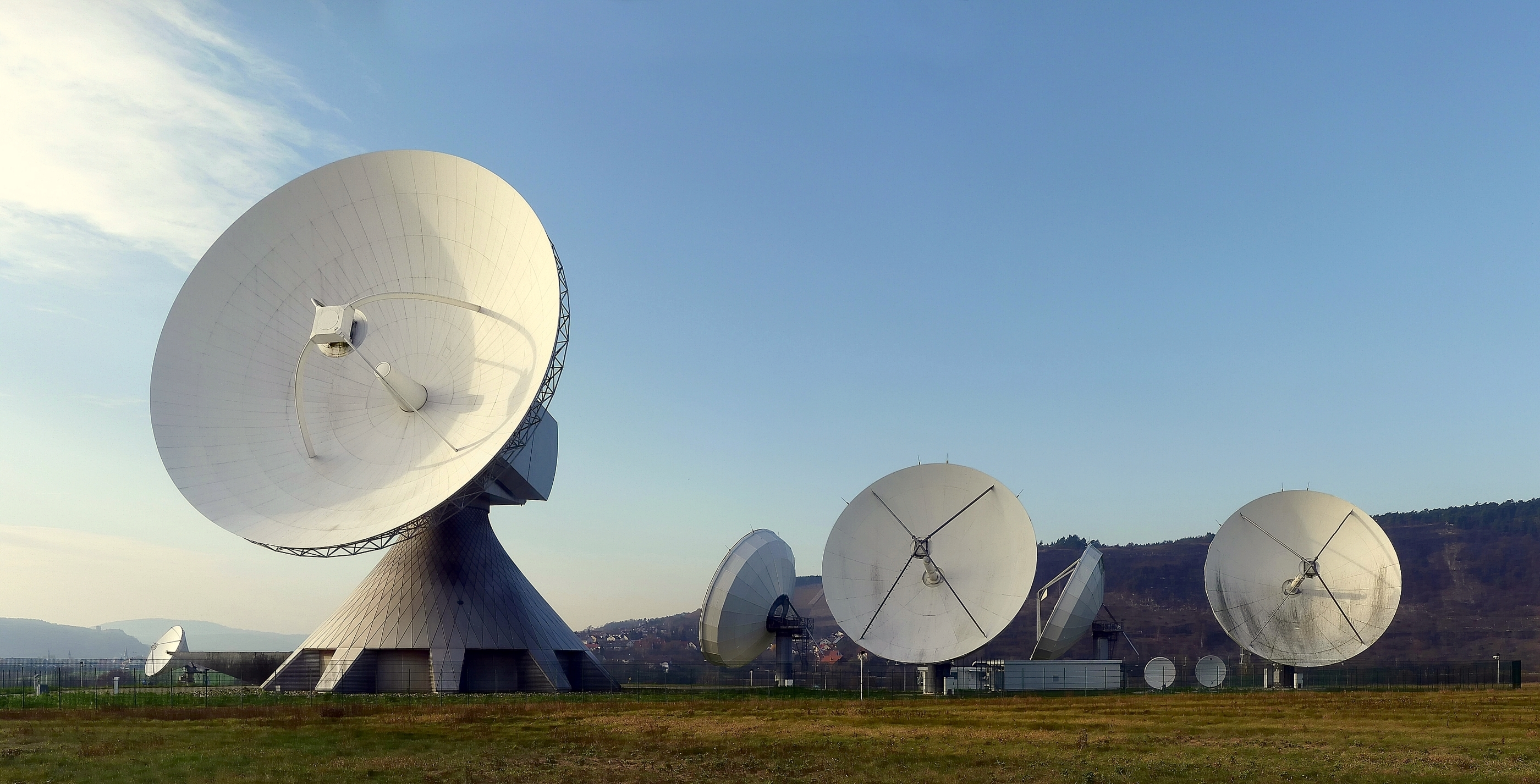
صورة لمجموعة كواشيف

## وصلات خارجية
- أساسيات الرادار
- أرشيف من تاريخ الرادار
- تعريف تقنية الرادار نسخة محفوظة 21 يونيو 2008 على موقع واي باك مشين.
- كتاب مبادئ الرادار ، كتاب منهجي باللعة العربية، تأليف د. مؤتمن ميرغني